# Essex megye (New York)
Essex megye az Amerikai Egyesült Államokban, azon belül New York államban található. Megyeszékhelye Elizabethtown, legnagyobb városa North Elba. Lakosainak száma 37 381 fő (2020. április 1.). Essex megye Addison, Chittenden, Warren, Washington, Hamilton, Franklin és Clinton megyékkel határos.

## Népesség
A megye népességének változása:
| Lakosok száma | 39 288 | 39 404 | 38 971 | 38 762 | 38 478 | 37 381 |
|               | 2010   | 2011   | 2012   | 2013   | 2015   | 2020   |